# 남궁연
남궁연(한국 한자: 南宮演, 1967년 5월 1일 ~ )은 대한민국의 드럼 연주가, 방송인이며 본관은 함열이다.

## 생애
1986년 밴드 백두산의 드러머로 대중 음악계에서 활동을 시작했다. 1987년 언더그라운드 라이브 하우스에서 재즈 록 음악 가수 겸 재즈 록 드러머로 데뷔하였다. '남궁연 악단'으로 앨범을 발표하고, 신해철이 소속된 밴드 넥스트의 파커션, 드럼 파트로 활동하였다.
2003년부터 SBS 라디오 《남궁연의 고릴라디오》를 5년간 진행하였으며, 2008년부터 동덕여자대학교 방송연예과 강사로 활동하고 있다.

## 경력
- Studio FAT 대표
- 제3기 한일문화교류위원회 위원
- 2008년 ~ 동덕여자대학교 방송연예과 강사

## 방송 출연
- 순풍산부인과 (2000년) 연기자 출연
- 한밤의 TV연예 (리포터로 활동)
- 남궁연의 고릴라디오 (2003년 4월 8일 ~ 2006년 4월 30일, SBS 파워FM) - 진행자
- 남궁연의 고릴라디오 (2006년 5월 1일 ~ 2008년 3월 28일, SBS 러브FM) - 진행자
- 라디오 3.0 남궁연입니다 (2014년 5월 19일 ~ 8월 31일, CBS 표준FM) - 진행자
- 내일도 칸타빌레 (2014년 10월 13일 ~ 12월 2일, KBS 2TV) - 안건성 역
- 남궁연의 문화시대 (2016년 10월 10일 ~ 2017년 10월 21일, 국악방송) - 진행자

## 가족
- 외조부 : 윤완선(尹浣善, 1901~1970) - 윤보선 前 대통령의 바로 아랫동생
- 외조모 : 이순정(?~1998)
  - 어머니: 윤상경(?~1995) - 이화여자대학교 졸업
  - 아버지: 남궁식(?~2000) - 서울대학교 화학공학과 교수[3]
    - 여동생 : 남궁민(1968)
    - 남동생 : 남궁진(1971)

## 영화
- 2018년 골든 슬럼버 - 라디오 DJ (목소리) 역

## 논란
2018년 2월 미투(me too) 운동이 진행 중일 때 성추행 의혹이 제기되었으나 남궁연은 "모든 의혹을 검토했지만, 사실인 게 하나도 없다"며 전면 부인했다. 2018년 11월 8일 검찰이 혐의가 입증되지 않는다고 보고 수사를 종결했다. 서울서부지검 형사2부는 "한 여성의 진정에 따라 남궁씨의 강요미수 혐의를 수사한 끝에 최근 '혐의없음' 처분했다"고 밝혔다.

## 같이 보기
- 윤보선(큰외할아버지)
- 윤치영(작은외증조할아버지)
- 윤인구(외재당숙)
- 윤남경(이모)
- 신해철